# Notopygos gregoryi
Notopygos gregoryi är en ringmaskart som beskrevs av Holly 1939. Notopygos gregoryi ingår i släktet Notopygos och familjen Amphinomidae. Inga underarter finns listade i Catalogue of Life.